# Sant Jordi i el drac (Rubens)
Sant Jordi i el drac és una pintura de Peter Paul Rubens, realitzada cap al 1620, basada en el tema o la llegenda del mateix nom. Es conserva al Museu del Prado de Madrid.
Va ser pintat a Gènova, ciutat de la qual sant Jordi n'és el patró, quan Rubens va anar a Itàlia per completar la seva formació artística. La presència de la princesa de l'esquerra s'inclou per a representar a l'Església.